# Jean-Baptiste Say
Jean-Baptiste Say (Lyon, 5. siječnja 1767. – Pariz, 18. studenog 1832.), francuski ekonomist u prvoj trećini 19. stoljeća. 

## Životopis
Prije nego što je postao akademski političar i ekonomist u kasnijim godinama života, Say je radio u različitim uredima slijedeći obiteljsku tradiciju, radio u tvrtkama životnog osiguranja, bio je novinar, vojnik, policajac i pisac. Na njegovu odluku da postane ekonomist i političar utjecali su razni događaji u Francuskoj kao što su Francuska revolucija, revolucionarni ratovi, vladavina Napoleona, ekonomski rat s Velikom Britanijom. 1815. godine je počeo politički djelovati sve do dvoje smrti.
Također je poznat Sayev zakon tržišta u kojem izražava stajalište da svaka proizvodnja ponuda i dobara stvara svoju potražnju. J.B. Say je govorio 1803. godine da, zbog toga što je ukupna kupovna moć upravo jednaka ukupnim dohodcima i ukupnoj proizvodnji, suvišak potražnje ili ponude nije moguć. Keynes je napao Sayov zakon, naglašavajući da se dodatni dolar dohotka ne mora u cijelosti potrošiti (tj. da granična sklonost potrošnji ne mora nužno biti jednaka nuli).
Također ističe značaj osmišljavanja poslovnih pothvata, ali i značaj kontrole poslovanja i rukovođenja te prebacuje ekonomske resurse iz područja manje u područja veće produktivnosti i veće dobiti kombinirajući osnovne faktore proizvodnje.